# Waldorf Astoria Las Vegas
Waldorf Astoria Las Vegas, tidigare Mandarin Oriental, Las Vegas, är en skyskrapa som består av ett hotell med 392 hotellrum samt ytterligare 225 ägarlägenheter som bedrivs som en hotellverksamhet. Den är en del av byggnadskomplexet Citycenter som ligger utmed The Strip i Paradise, Nevada i USA.
Den 10 november 2004 meddelade MGM Mirage (idag MGM Resorts International) att man skulle uppföra ett byggnadskomplex på 31 hektar och skulle innefatta sex skyskrapor och ett varuhus i komplexet. Den fick namnet Citycenter och byggdes mellan 2006 och 2009 till en totalkostnad på $9,2 miljarder. För Mandarin Orientels del inleddes bygget 2007 och slutfördes den 10 augusti 2009 samt invigningen skedde den 5 december. 2018 såldes hotellet till miljardärerna Andrew Cherng och Peggy Cherng samt fastighetsutvecklaren Tiffany Lam för $214 miljoner. Hotellet inledde omedelbart samarbete med Hilton Worldwide och fick sitt nuvarande namn.